# Scopula subfuscata
Scopula subfuscata là một loài bướm đêm trong họ Geometridae.